# Нюйоркска епархия
Нюйоркската епархия (на английски: Diocese of New York) е задгранична епархия на Българската православна църква, съществувала между 1969 и 1989 година. Седалището на епархията е в град Ню Йорк, САЩ.
Епархията е създадена на 4 юли 1969 година с разделянето на дотогавашната Американска епархия на три части – Нюйоркска, Акронска и Детройтска. Основната цел на това разделяне е да бъде изолиран митрополит Андрей, който ръководи Американската епархия от създаването ѝ през 1937 година, като той остане номинално митрополит на Ню Йорк, но епархията му бъде сведена до една единствена енория – тази на разположената в самата сграда на митрополията малка църква „Свети Андрей“.
След кончината на митрополит Андрей в 1972 година Нюйоркската катедра е поета от Йосиф Знеполски, който дотогава е управляващ Акронската и Детройтската епархия. След смъртта на митрополит Йосиф от 1987 до 1989 година катедрата е поета от митрополит Геласий.
На 18 декември 1989 година БПЦ обединява Нюйоркската и Акронската епархия и за митрополит на новата епархия е избран епископ Йосиф Велички.

## Митрополити
| Име     | Управление                            | Бележка                        | Години      |
| ------- | ------------------------------------- | ------------------------------ | ----------- |
| Андрей  | 4 юли 1969 – 9 август 1972 †          | от американски м.              | 1886 – 1972 |
| Йосиф I | 17 декември 1972 – 4 септември 1987 † | от знеполски е.                | 1907 – 1987 |
| Геласий | 2 декември 1987 – 18 декември 1989    | от крупнишки е., подал оставка | 1933 – 2004 |